# Pierre Flamion
Pierre Flamion (Mohon, 13 marzo 1924 – Digione, 3 gennaio 2004) è stato un allenatore di calcio e calciatore francese, di ruolo attaccante.

## Carriera
Con lo Stade Reims vinse il campionato francese nel 1949 e la Coppa di Francia nel 1950.

## Palmarès

### Giocatore

#### Competizioni nazionali
- Campionato francese: 1

Stade Reims: 1948-1949
- Coppa di Francia: 1

Stade Reims: 1949-1950